# Свети Йоан Предтеча (Етолоакарнания)
Манастирът „Свети Йоан Предтеча“ (на гръцки: Ιερά Μονή Αγίου Ιωάννου του Προδρόμου) се намира на 11,5 км северно над Навпакт и е женски. Възстановен е през 1990-те години на XX век.
Предходно манастирът е възстановен през 1695 г. върху основите на стара църква, датираща от XI век. Първото писмено свидетелство за манастира е от 1733 г., когато султан Махмуд I с ферман му придава статут на вакъф, заедно със съседния Варнаковски манастир. Манастирът е любима света обител на Козма Етолийски.
По време на гръцката война за независимост от 1821 г. манастирът е щаб на военните, обсадили крепостта Навпакт. Френският пътешественик Франсоа Пуквил съобщава, че през 1817 г. манастирът е обитаван от шестима монаси. След независимостта на Гърция, през 1830-те години, манастирът опустява. 